# Dobrawa (dwórka)
Dobrawa, Doberawa (ur. pod koniec X wieku, zm. po 7 września 1054) – dwórka polskiej królowej Rychezy, żona ministeriała Embricha.

## Życiorys
Dobrawa należała do dworu królowej polskiej Rychezy, żony króla Mieszka II Lamberta. Imię otrzymała po księżniczce czeskiej Dobrawie, żonie księcia polskiego Mieszka I. Dwórka Rychezy została wydana za zaufanego sługę królowej, Embricha. Do małżeństwa doszło prawdopodobnie jeszcze podczas pobytu Rychezy w Polsce, bądź wkrótce po jej wyjeździe do Niemiec w 1031.
Dobrawa wyjechała do Niemiec wraz z królową. Przypuszcza się, że mogła być ona przekazicielką informacji dotyczących wyjazdu Rychezy z Polski. Po przybyciu do Niemiec Rycheza nadała Dobrawie i jej mężowi posiadłość w Geldesdorp. Postaci Dobrawy i jej męża Embricha pojawiają się w dokumencie Rychezy z 7 września 1054, wystawionym zapewne w Brauweiler koło Kolonii, oraz w zapisce klasztornej z Brauweiler z lat 1095–1099 wśród jałmużników klasztoru. Małżonkowie zmarli więc po 7 września 1054.